# 亞鉗仿刺鎧蝦
亞鉗仿刺鎧蝦（学名：Munidopsis subchelata）为鎧甲蝦科仿刺鎧蝦屬下的一个种。